# Škoda 03T

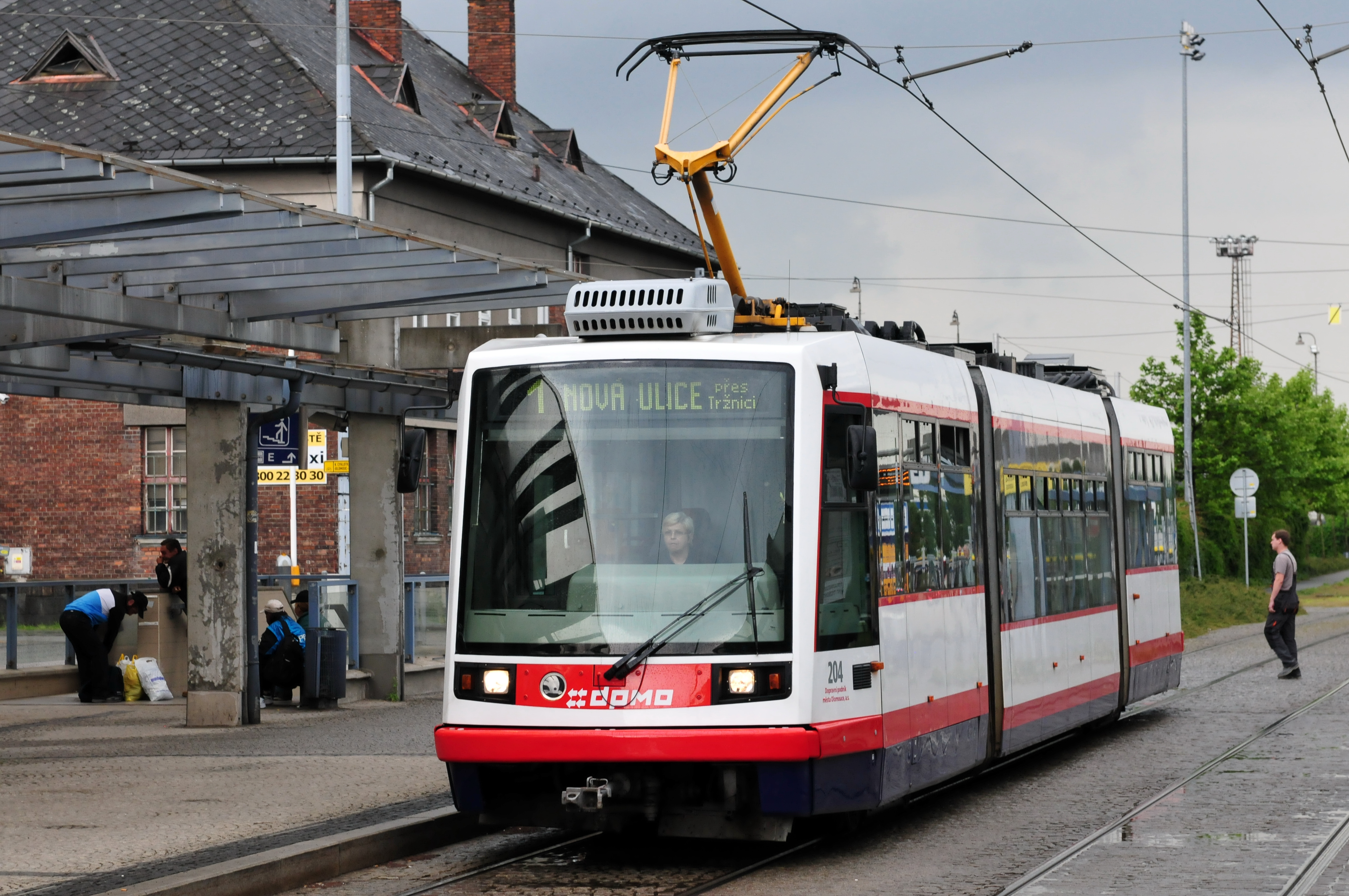
Škoda 03T in Olomouc.

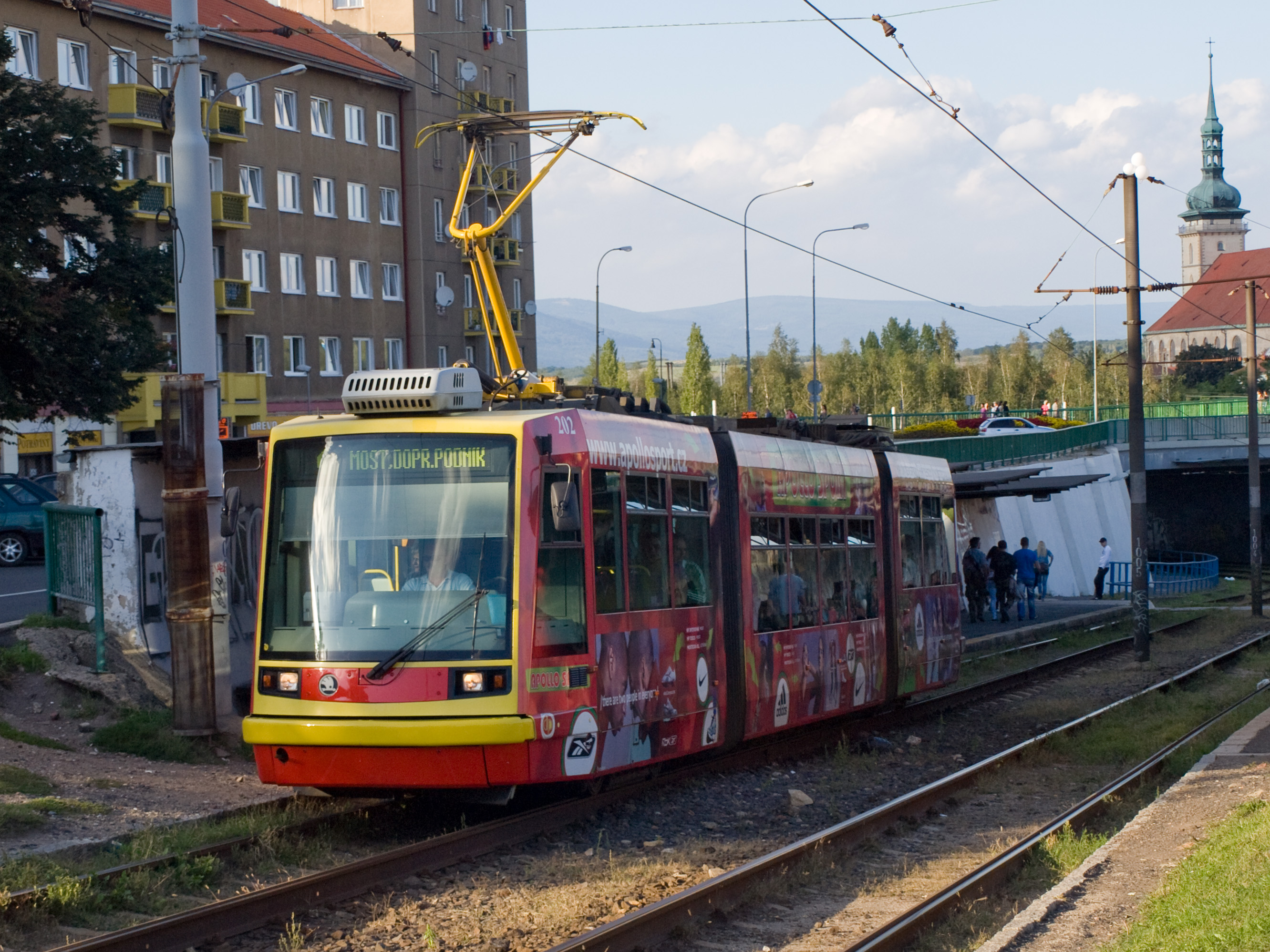
Škoda 03T in Most–Litvínov.

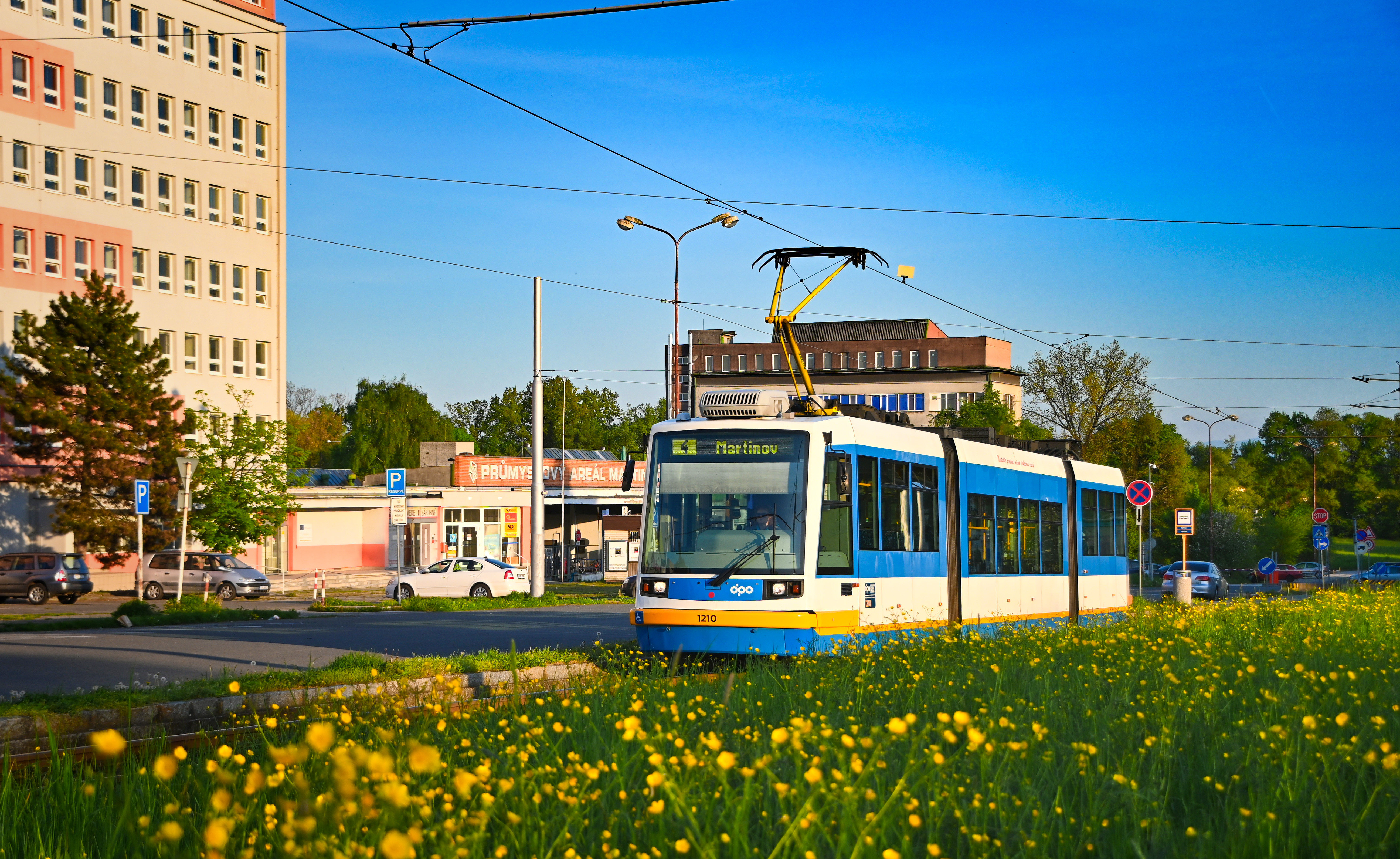
Škoda 03T in Ostrava.

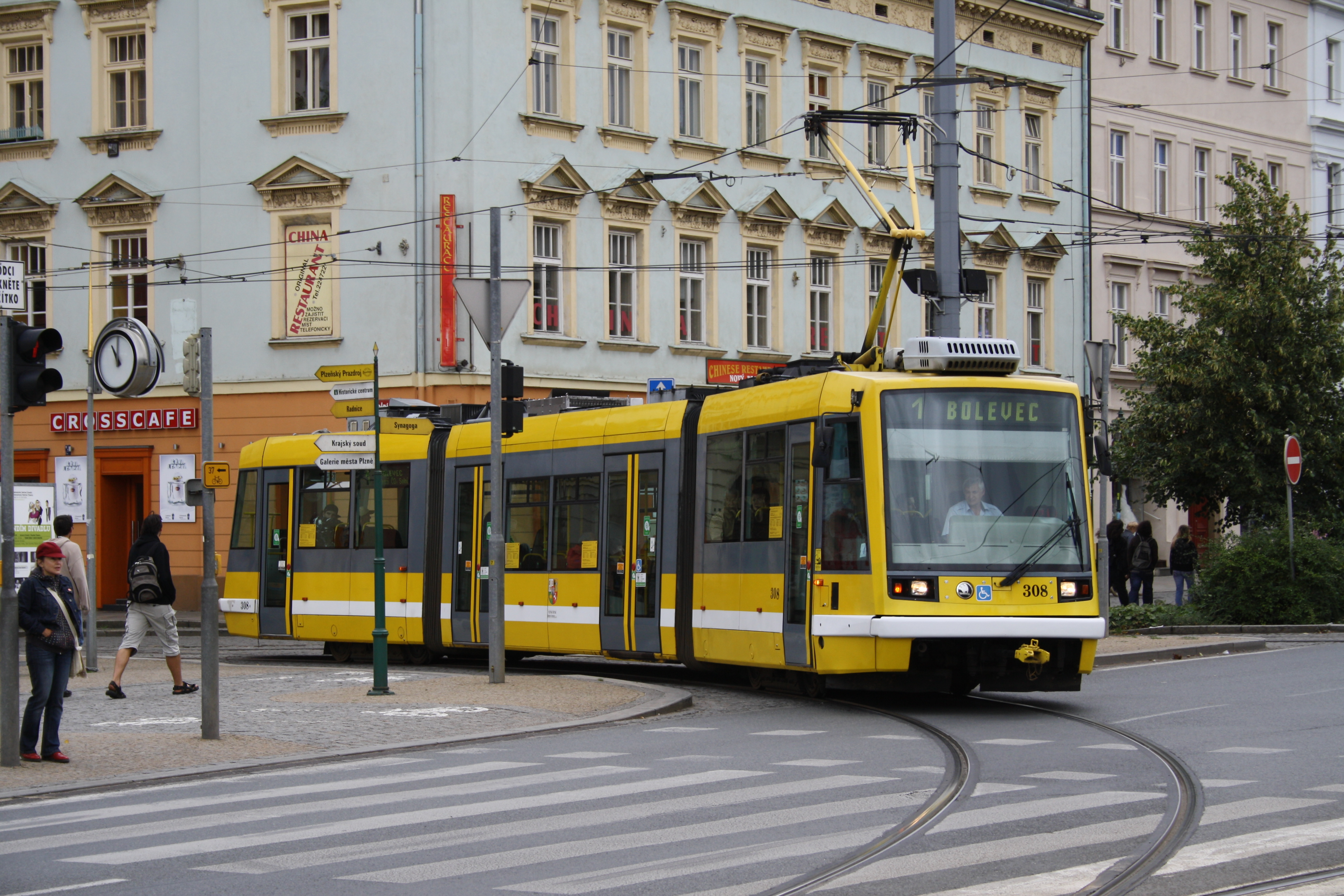
Škoda 03T in Pilsen

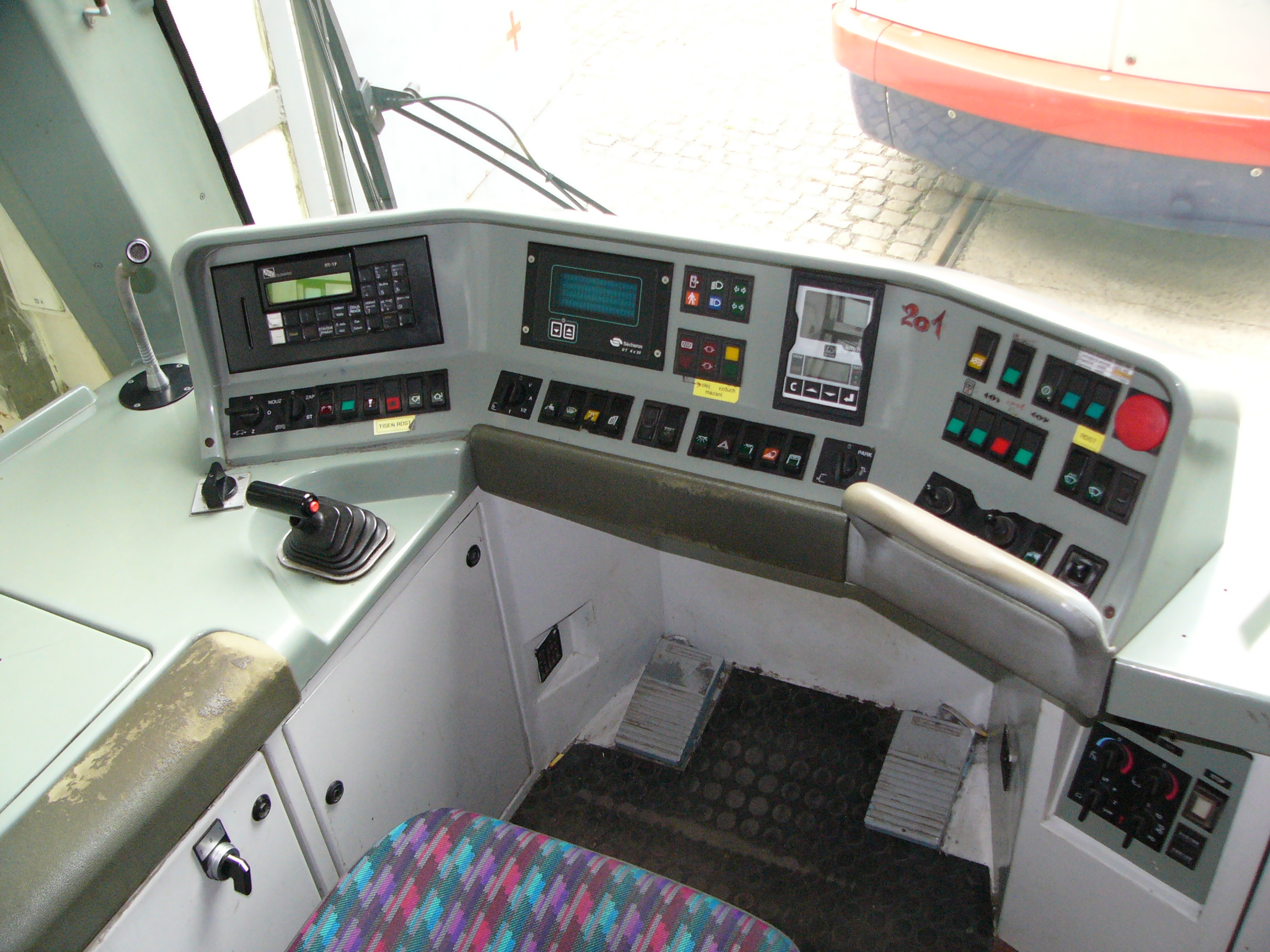
Führerstand des Škoda 03T in Olomouc.

Škoda 03T ist ein dreigliedriger niederfluriger Straßenbahn-Triebwagen des Joint Venture Škoda-Inekon des ehemaligen tschechischen Maschinenbauers Škoda bzw. dessen Nachfolger Škoda Transportation und der Inekon-Gruppe, welcher bei verschiedenen tschechischen Straßenbahnbetrieben zum Einsatz kommt. Er ist auch unter den Namen Škoda Astra (für asynchronní tramvaj, bezogen auf die Antriebstechnik) bzw. Anitra (in Brünn, für asynchronní nízkopodlažní tramvaj, "asynchrone niederflurige Straßenbahn") bekannt. Nach Beendigung des Joint Venture im Jahr 2001 vermarkteten beide Firmen den Fahrzeugtyp getrennt voneinander, Inekon nun in einem neuen Joint Venture mit Dopravní podnik Ostrava und mit neuer Bezeichnung des Fahrzeugtyps als Trio 01.
Ersteinsatz war im Jahr 1998. Prototypen fuhren bereits zur Jahreswende 1997/98.

## Konstruktion
Es handelt sich um dreiteilige vierachsige Einrichtungsfahrzeuge, die teilweise Niederflurbereich aufweisen. Auf der rechten Fahrzeugseite befinden sich vier Türen: Das Mittelteil hat eine Doppeltür, Vorder- und Endteil besitzen jeweils eine Einfachtür.
Das niederflurige Mittelteil ist zwischen die beiden Endstücke eingehängt. Der Fußboden liegt dort 350 mm über der Schienenoberkante. Insgesamt umfasst der Niederflurbereich rund 50 % des Innenbereichs. Die anderen Teile haben die normale Höhe von 780 mm über Schienenoberkante.
Auf dem Dach des Fahrzeugs ist die elektrische Einrichtung angebracht, die Bremsenergie in das Netz zurückspeisen kann. Die Leistungsaufnahme wird über Leistungshalbleiter (IGBT) gesteuert.

## Prototypen
Im Jahr 1997 wurden zwei Prototypen hergestellt. Ursprünglich sollten sie für Probebetrieb in Pilsen verwendet werden. Da aber die Verkehrsbetriebe Ostrava zwei Garnituren bestellten, wurde der eine der beiden Wagen gegen Ende des Jahres 1997 nach kurzem Einsatz in Pilsen nach Ostrava verlegt. Ab Mitte April 1998 wurde er mit der Betriebsnummer 1201 im öffentlichen Betrieb eingesetzt und dann Anfang September – nach Auslieferung des ersten Wagens der Serienfertigung – an die Städtischen Verkehrsbetriebe Pilsen abgegeben. In Pilsen war er seit Anfang Oktober 1998 mit der Betriebsnummer 300 in Betrieb. Infolge eines Auffahrunfalls im Januar 2006 wurde er ausgemustert und im Mai 2008 zerlegt.
Der zweite Vorserienwagen ist seit 1998 in Pilsen in Betrieb. Mit ihm wurden die Messfahrten durchgeführt, die zur Erlangung der Betriebserlaubnis notwendig sind. Er hat die Betriebsnummer 301.

## Einsatzorte
In den Jahren 1997 bis 2006 wurden insgesamt 60 Fahrzeuge dieses Typs hergestellt. Sie kommen ausschließlich in Tschechien zum Einsatz.
| Betrieb                   | Jahr der Lieferung | Anzahl | Betriebsnummern | Bemerkungen |
| ------------------------- | ------------------ | ------ | --------------- | --- |
| Straßenbahn Brünn         | 2003–2006          | 17     | 1805–1821       | |
| Straßenbahn Most–Litvínov | 2001/2002          | 2      | 201, 202        | |
| Straßenbahn Olmütz        | 1999               | 4      | 201–204         | |
| Straßenbahn Ostrava       | 1998–2001          | 14     | 1201–1214       | |
| Straßenbahn Pilsen        | 1998–2000          | 11     | 300–310         | Die Fahrzeuge mit den Nummern 301 und 303 wurden als letzte dieser Baureihe am 18. März 2021 außer Betrieb gesetzt. Das Fahrzeug 303 ist als Museumsfahrzeug beim Škoda Bus Klub Plzeň erhalten. |

| Betrieb             | Jahr der Lieferung | Anzahl | Wagennummern | elektrische Ausrüstung |
| ------------------- | ------------------ | ------ | ------------ | ---------------------- |
| Straßenbahn Ostrava | 2002, 2006         | 4      | 1252...1259  | Cegelec Europulse      |
| Straßenbahn Ostrava | 2003               | 5      | 1251...1256  | ELIN Etris 1000        |
| Straßenbahn Olmütz  | 2006               | 3      | 205–207      | Cegelec Europulse      |

### Bauserien
Straßenbahn-Triebwagen des Typs Škoda 03T wurden in insgesamt sieben Serien hergestellt:
- 03T0 (1997 – Pilsen) – Prototypen
- 03T1 (1998 – Olmütz, Ostrava)
- 03T2 (1999 – Olomouc, Ostrava, Pilsen)
- 03T3 (1999 – Olomouc, Pilsen)
- 03T4 (2000 – Pilsen, Ostrava)
- 03T5 (2001–2002 – Brünn, Most und Litvínov, Ostrava)
- 03T6 (2003–2005 – Brünn)
- 03T7 (2005 – Brünn)

## Weiterentwicklungen
Basierend auf dem 03T wurde die Fahrzeugfamilie Elektra weiterentwickelt, welche längere Straßenbahngarnituren umfasst.
Eine Zweirichtungsvariante des dreiteiligen Škoda 03T wurde für die US-amerikanischen Städte Portland (Oregon) und Tacoma als 10T geliefert. Auch Inekon stellte Zweirichtungswagen für den amerikanischen Markt her und bezeichnet diese als Trio 12.